# Hielo podrido

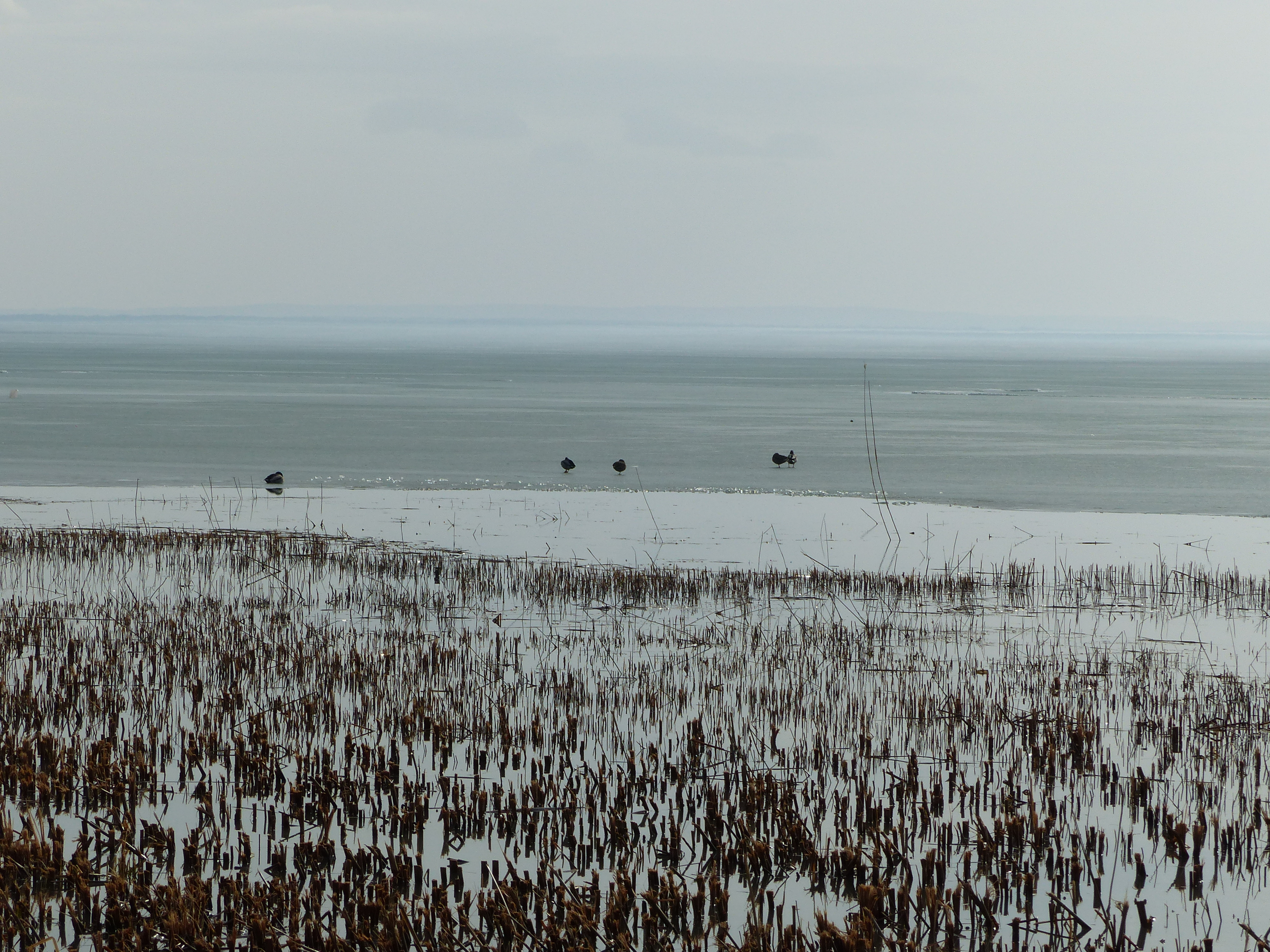
Hielo podrido derritiéndose en el lago Balaton

Hielo podrido es un término poco preciso para referirse al hielo que se está derritiendo o desintegrando estructuralmente debido a estar alveolado por agua líquida, aire o contaminantes atrapados entre el crecimiento inicial de los cristales de hielo. Puede tener un aspecto transparente o gris moteado y suele aparecer tras el deshielo de primavera o verano, lo que supone un peligro para quienes viajan o practican actividades recreativas al aire libre. El aumento de hielo podrido frente a hielo sólido en el Ártico afecta a la transferencia de calor océano-atmósfera y a la formación de hielo año tras año, así como a la vida de los inuit, mamíferos marinos como la morsa y el oso polar, y a los microorganismos que viven en el interior del hielo. 
El hielo podrido tiene un subtipo llamado "hielo vela", que presenta una estructura columnar. Al igual que otros tipos de hielo podrido, representa un peligro para los seres humanos debido a su falta de estructura.

## Propiedades y ciclo de vida
En comparación con el hielo sólido, el hielo podrido tiene "una alta porosidad y una mayor permeabilidad"  Esta porosidad facilita "un gran transporte convectivo de nutrientes, sal y calor al inicio de la congelación otoñal", a lo que también puede contribuir la floración de algas. Se forma en aguas abiertas cuando el manto de nieve y el hielo se mezclan o cuando se derrite el hielo polar durante la primavera o verano. Si está saturado de agua, el hielo podrido puede tener un aspecto oscuro o transparente, similar al nuevo hielo negro, pero de lo contrario puede tener un aspecto gris y salpicado. Aunque el hielo podrido puede parecer fuerte, es débil; incluso varios metros de grosor pueden no aguantar el peso de una persona. En tierra, es difícil o imposible de escalar.[cita requerida]
La putrefacción puede comenzar en la superficie superior o inferior y se produce debido a la absorción del calor del sol. En general, el derretimiento del hielo puede acelerarse debido a varios factores. El agua procedente de debajo del hielo puede erosionarlo y hacer que se vuelva más fino sin que se vea una señal en la superficie. La escorrentía procedente del deshielo río arriba, las carreteras (especialmente con sal) y la nieve pueden debilitar el hielo, y "los tocones de los árboles, las rocas y los muelles absorben el calor del sol, haciendo que el hielo a su alrededor se derrita. " El hielo puede derretirse más rápido a lo largo de las costas. El hielo bajo una capa de nieve será más fino y débil debido al efecto aislante de la nieve; una nueva nevada también puede calentar y derretir el hielo existente. Sin embargo, la nieve o el hielo de nieve también pueden absorber o reflejar la radiación solar entrante y evitar la putrefacción hasta que la nieve se derrita. Independientemente de su grosor, el hielo se debilita por múltiples congelaciones y descongelaciones o capas de nieve dentro del propio hielo. Se derrite más rápidamente que el hielo sólido.
Ciertos tipos de bacterias presentes en los poros del hielo podrido producen sustancias similares a polímeros, que pueden influir en las propiedades físicas del hielo. Un equipo de la Universidad de Washington que estudia este fenómeno plantea la hipótesis de que los polímeros pueden proporcionar un efecto estabilizador al hielo. Sin embargo, otros científicos han descubierto que las algas y otros microorganismos producen pigmentos o ayudan a crear una sustancia, la crioconita, todo lo cual aumenta la putrefacción y favorece el crecimiento de los microorganismos.

## Papel en la ciencia del clima
En 2009, investigadores que estudiaban el Mar de Beaufort al norte de Alaska descubrieron que la mayor parte del hielo presente se había convertido en hielo podrido, en lugar de hielo grueso y sólido recién formado o presente desde hacía varios años. Esta disminución del hielo de varios años contradecía las impresiones previas de que el hielo del Ártico se estaba recuperando del cambio climático y "tenía implicaciones para la ciencia del clima y el transporte de buques marinos en el Ártico"." Otras investigaciones han descubierto que el aumento de la permeabilidad del hielo podrido puede "contribuir a la transferencia de calor océano-atmósfera" Los futuros aumentos de hielo podrido influyen en la capa de hielo a largo plazo: "Si el hielo se derrite por completo, el océano abierto formará hielo nuevo en otoño. Solo el hielo que queda al final del verano puede convertirse en hielo de segundo año y, posteriormente, en hielo multianual" A medida que el hielo podrido expone más parte del océano, también crea un bucle de retroalimentación en el que el océano más oscuro expuesto absorbe más calor, lo que derrite más hielo y expone más océano.
En los años previos a 2015, la capa de hielo de Groenlandia ha disminuido a "un régimen de hielo podrido", con meses de hielo sólido disminuyendo de 9 por año a 2-3, y con el espesor disminuyendo de 6-10 pies a 7 pulgadas en 2004. La disminución del hielo sólido terrestre a hielo podrido perturba fuertemente los viajes y la caza de subsistencia de los inuits locales, así como los viajes y el hábitat de los mamíferos marinos. En el futuro, el desprendimiento de hielo podrido o derretido puede afectar a las costas de otros continentes a través de la elevación del nivel del mar.

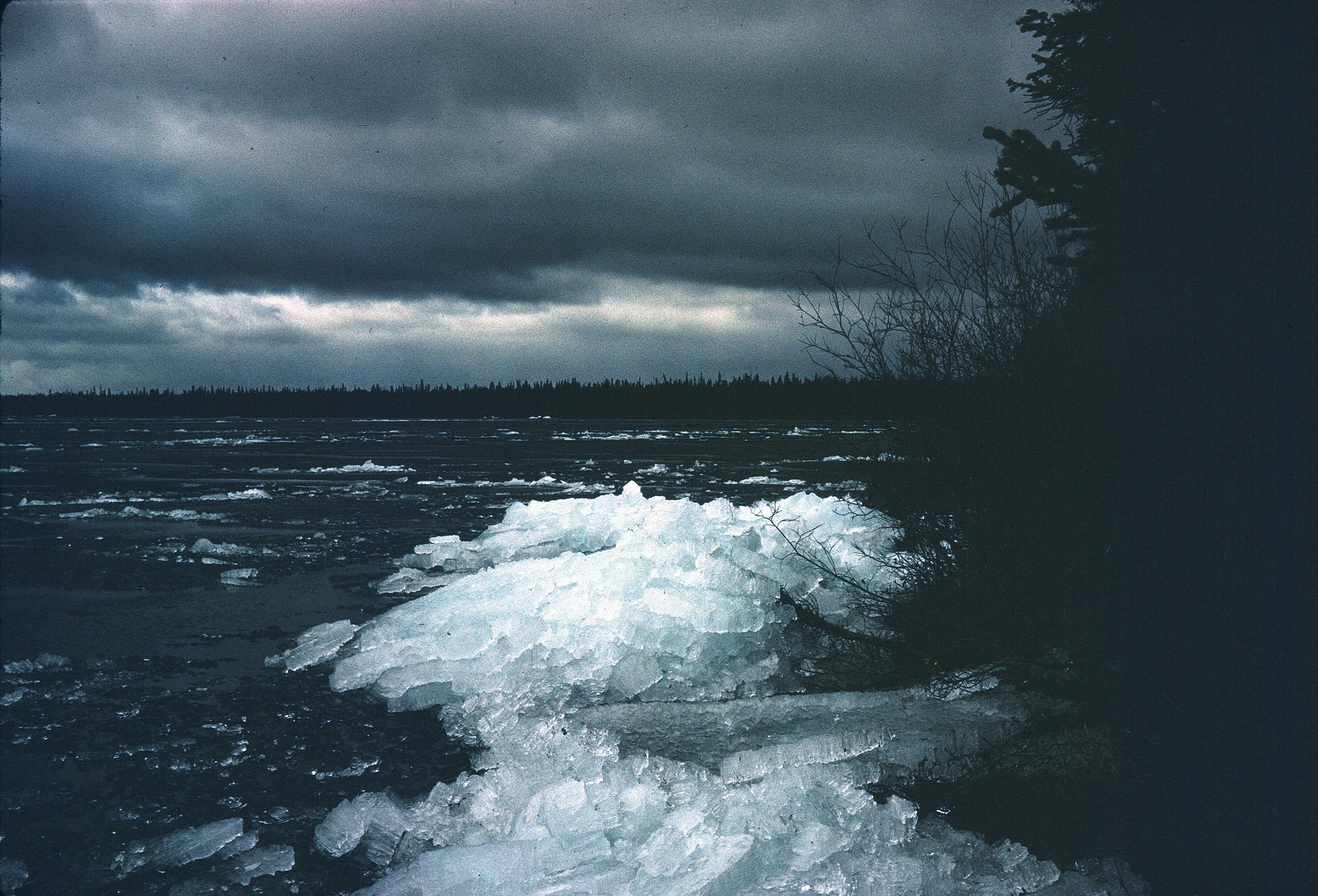
Formación de hielo candela en el lago Otelnuk, Quebec, Canada.

## Hielo candela
El hielo en forma de candela (a veces conocido como hielo en aguja) es una forma de hielo podrido que se desarrolla en columnas perpendiculares a la superficie de un lago u otra masa de agua. Hace un sonido metálico cuando las "velas" se rompen y flotan en el agua, chocando entre sí. A medida que se derrite el hielo de una superficie mayor, la formación de hielo en velas "aumenta progresivamente con el tiempo, la temperatura y la cantidad de escorrentía de agua derretida" Esto ocurre debido a la estructura hexagonal de los cristales de hielo; minerales como la sal, así como otros contaminantes, pueden quedar atrapados entre los cristales cuando se forman inicialmente, y la fusión comenzará en estos límites debido a los contaminantes atrapados. Independientemente de su grosor, puede ser peligroso debido a su falta de estructura horizontal, lo que significa que no habrá ningún borde al que agarrarse para cualquier persona que caiga a través de él.